# Jakub Myszor
Artykuł ten został zgłoszony do umieszczenia na stronie głównej w rubryce „Czy wiesz”.
Pomóż nam go sprawdzić: oceń zgłoszoną nominację.
Jakub Myszor (ur. 7 czerwca 2002 w Tychach) – polski piłkarz, występujący na pozycji ofensywnego pomocnika w Rakowie Częstochowa.

## Kariera klubowa
Swą karierę juniorską rozpoczął w klubie GTS Bojszowy, w którym był do sezonu 2010/2011. W kolejnym sezonie przeniósł się do akademii MOSM Tychy, gdzie spędził łącznie cztery rundy. W 2013 roku został przetransferowany do klubu Stadion Śląski Chorzów. W drużynie grał jako lewy i prawy skrzydłowy. W 2019 trafił do akademii Cracovii, gdzie spędził resztę swej kariery juniorskiej. Podczas gry w piłkę dwa razy doznał złamania ręki. Nosi boiskowy pseudonim „Mysza”.

### Cracovia i Cracovia II
W sierpniu 2019 roku zawodnik podpisał z Cracovią umowę obowiązującą przez trzy kolejne sezony. W zespole jej rezerw zadebiutował 25 kwietnia 2021 roku; było to spotkanie 31. kolejki III ligi sezonu 2020/2021 przeciwko Lewartowi Lubartów, w którym zagrał w wyjściowym składzie. Skończyło się ono wynikiem 0:1. W Ekstraklasie swój pierwszy mecz rozegrał 16 maja tegoż roku przeciwko Warcie Poznań. Jako zmiennik wszedł na łącznie 27 minut, zastępując Daniela Pika. Przed debiutem zagrał dwukrotnie w Cracovii II.
Swoją pierwszą bramkę w zespole rezerw zdobył w pierwszej kolejce następnego sezonu, w 21. minucie wyjazdowego meczu przeciwko Tomasovii Tomaszów Lubelski, który odbył się 7 sierpnia 2021 roku. Pierwszą bramkę w Ekstraklasie zaś zdobył w meczu przeciwko Warcie Poznań 17 października tegoż roku; było to trafienie na 2:0 w 90. lub 91. minucie spotkania.
W sezonie 2021/2022 rozegrał 26 spotkań w ekstraklasowej drużynie Cracovii, z czego jedenaście razy był członkiem pierwszego składu. 30 października 2021 roku zdobył hat-tricka w meczu rezerw przeciwko zespołowi Orlęta Radzyń Podlaski, zakończonym wynikiem 4:1. Zimą, w sezonie 2022/2023, dostał pęknięcia kostki. W trakcie jego gojenia się przez miesiąc uczestniczył w treningach, co przerwane zostało przez wykrycie tegoż złamania dzięki badaniu MRI. Swój pierwszy mecz po okresie rekonwalescencji rozegrał trzy miesiące później. W następstwie odniesionej kontuzji był operowany latem 2023 roku. Jego kontrakt został prolongowany w 2021 o kolejne trzy lata. W Cracovii był podstawowym zawodnikiem.

### Raków Częstochowa
12 stycznia 2024 roku ogłoszono transfer Jakuba Myszora do Rakowa Częstochowa; podpisana została umowa trwająca do 31 grudnia 2025 roku i zawierająca opcję jej prolongaty o kolejne osiemnaście miesięcy.
Zapytanie o transfer Myszora ze strony Rakowa Częstochowa latem 2023 roku zostało odrzucone. Kwota transferu, według różnych źródeł, wyniosła dwieście lub trzysta tysięcy złotych, pięćdziesiąt lub siedemdziesiąt tysięcy euro.
W Rakowie występował na pozycji skrzydłowego. W letnim oknie transferowym, w 2024 roku, transferem zawodnika zainteresowana była Jagiellonia Białystok.
W Rakowie swój premierowy mecz rozegrał 24 lutego 2024 roku; było to wyjazdowe spotkanie 22. kolejki Ekstraklasy przeciwko Stali Mielec, zakończone bezbramkowym remisem. Podczas meczu wszedł z ławki rezerwowych w 84. minucie, zastępując Jeana Carlosa. Trzy dni później, Myszor wziął także udział w meczu ¼ finału Pucharu Polski, w którym zagrał łącznie 7 minut. Podczas tego sezonu wziął także udział w dwóch meczach zespołu rezerw Rakowa, obydwa zaczynając w podstawowym składzie. W drugim spotkaniu, które miało miejsce 15 maja 2024 roku, strzelił bramkę z rzutu karnego. Mecz, rozegrany przeciwko Górnikowi Polkowice, zakończył się wynikiem 1:2.
W sezonie 2023/2024 rozegrał w barwach Rakowa łącznie 6 spotkań, w tym cztery w pierwszej drużynie. W drużynie rezerw zdobył jedną bramkę. W następnym sezonie zagrał raz, w 4. kolejce Ekstraklasy, gdy wszedł na 17 minut z ławki rezerwowych w bezbramkowym remisie przeciwko Lechowi Poznań.

#### Wypożyczenie do Ruchu Chorzów
6 września 2024 ogłoszone zostało jego wypożyczenie do pierwszoligowego Ruchu Chorzów do końca czerwca następnego roku. Ruch nie zapewnił sobie opcji wykupu Myszora po okresie wypożyczenia. W nowej drużynie zawodnik otrzymał numer 11; zadebiutował w niej 16 września 2024 roku, podczas wyjazdowego spotkania z GKS-em Tychy (0:1), podczas którego, wyszedłszy w podstawowej jedenastce, zagrał dwadzieścia cztery lub 25 minut. W trakcie owego meczu został sfaulowany głową przez jednego z piłkarzy GKS-u, Mateusza Hołownię, w konsekwencji czego ten doznał rozcięcia jednej z części twarzy i musiał zostać zmieniony. Rozcięcie zostało zaszyte sześcioma szwami.
29 września 2024 roku, podczas wyjazdowego meczu przeciwko Stali Stalowa Wola, pokazał nieobyczajny gest w stronę jednego z sędziów asystentów, kibiców drużyny przeciwnej lub też arbitra. W związku z tym, w 64. minucie spotkania, arbiter Piotr Idzik pokazał mu drugą żółtą, a w konsekwencji czerwoną kartkę. Wcześniejszą żółtą kartkę otrzymał w 13. minucie spotkania. W konsekwencji owego incydentu piłkarz ukarany został przez klub koniecznością pokrycia części kosztów zorganizowania jednego z wyjazdów kibiców drużyny. Opublikowane zostało jego oświadczenie zawierające przeprosiny za ten incydent.
Swoją pierwszą bramkę dla Ruchu zdobył 29 października 2024 roku, w 57. minucie spotkania 1/16 finału Pucharu Polski przeciwko Avii Świdnik (1:3). Jego premierowe trafienie w I lidze miało natomiast miejsce kilka dni później, 7 listopada, w 75. minucie meczu Ruch Chorzów – Chrobry Głogów, który zakończył się wynikiem 5:0.
Jego wypożyczenie do Ruchu Chorzów zakończyło się latem 2025 roku.

## Kariera reprezentacyjna
W reprezentacji Polski U-20 zagrał jedno spotkanie: mecz Turnieju Ośmiu Narodów przeciwko Rumunii U-20, który miał miejsce 11 listopada 2021 roku i zakończony został wynikiem 2:1 na rzecz Rumunii. W reprezentacji Polski U-21 zadebiutował 2 czerwca 2022 roku w spotkaniu przeciwko reprezentacji San-Marino U-21 (mecz wygrany został przez reprezentację Polski 0:5). Łącznie w kadrze tej grupy wiekowej wziął udział w sześciu spotkaniach.

## Życie prywatne
Jego ojcem jest Wojciech Myszor, również piłkarz, grający na pozycji obrońcy. Napisał, z wynikiem pozytywnym, egzamin maturalny w Szkole Mistrzostwa Sportowego w Krakowie.